# Tinodes gabriella
Tinodes gabriella is een schietmot uit de familie Psychomyiidae. De soort komt voor in het Nearctisch gebied.